# Peter S. Harper

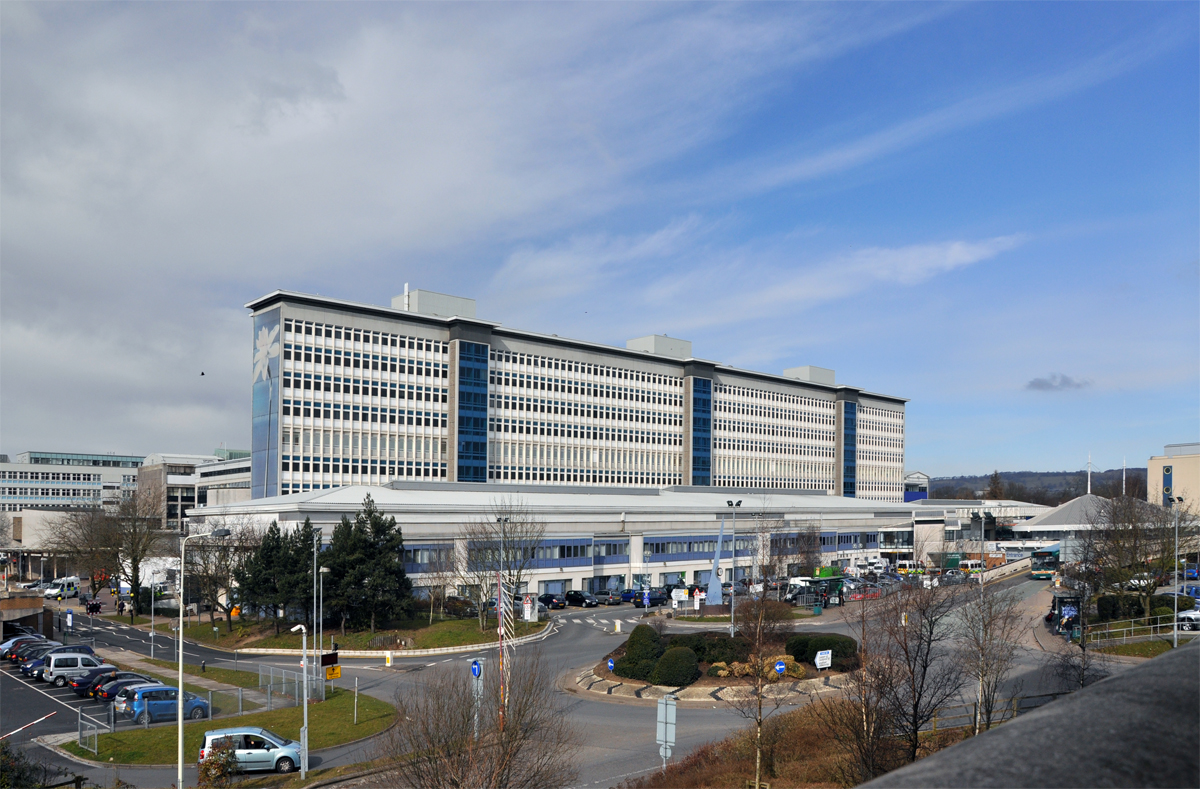
University Hospital of Wales, Heath Park (Cardiff)

Sir Peter Stanley Harper (ur. 28 kwietnia 1939 w Barnstaple, zm. 23 stycznia 2021) – brytyjski profesor genetyki człowieka w Institute of Medical Genetics, Cardiff University (Cardiff), autor popularnej książki na temat poradnictwa genetycznego (ang. Practical Genetic Counselling.

## Praca zawodowa
Peter Harper był profesorem genetyki człowieka (genetyka medyczna) w Cardiff University School of Medicine, uczelni założonej w roku 1893 jako część University College of South Wales and Monmouthshire (najstarsza uczelnia medyczna w Walii). School of Medicine prowadzi działalność dydaktyczną, naukową i usługową. Do roku 2004 P.S. Harper zajmował stanowisko research professor, a w następnych latach miał tytuł profesora emeriti.
Był specjalistą w dziedzinie neurogenetyki; zajmował się przede wszystkim problemami pląsawicy Huntingtona i dystrofii miotonicznej. Przyczynił się do rozwoju Wales Medical Genetics Service, był członkiem Komisji Genetyki Człowieka w Departamencie Zdrowia i Komitetu Doradczego ds. Badań Genetycznych; uczestniczył w opracowywaniu dokumentów urzędowych dotyczących badań genetycznych, m.in. umożliwiających wczesne wykrywanie wad genetycznych oraz informowanie o prawdopodobieństwie wystąpienia nowotworów lub
różnych zaburzeń neurologicznych. Po przejściu na emeryturę uczestniczył w działalności swojego środowiska naukowego – opracowywał specjalistyczne publikacje oraz brał udział w konferencjach naukowych. W roku 2010 należał do Komitetu Organizacyjnego Fourth International Workshop on Genetics, Medicine and History na temat Early History of Human Molecular Genetics (Göteborg, Szwecja). Przedstawił referat nt. Historical lessons from Huntington’s disease.
Był pierwszym patronem Myotonic Dystrophy Support Group (MDSG). Jego opinia, wyrażona m.in. w książce Practical Genetic Counselling (wydanej w roku 2010 po raz siódmy), jest podstawą programów „poradnictwa genetycznego”.

## Publikacje
Opublikował ponad 350 prac naukowych. Wybór według www.google obejmuje 15 pozycji z lat 1979–2010, z których część była kilkakrotnie wznawiana (Practical Genetic Counselling przetłumaczono na język chiński, niemiecki i słoweński):
- 1979, 2002, 2009 – Peter S. Harper, Myotonic Dystrophy,
- 1981 – I. D. Young, Peter S. Harper, Psychosocial Problems in Hunter’s Syndrome,
- 1981, 1988, 1998, 2004, 2010 – Peter S. Harper, Practical Genetic Counselling,
- 1984 – Peter S. Harper, A. N. Prytkova, Praktičeskoe mediko-genetičeskoe konsul’tirovanie,
- 1988 – Peter S. Harper, Humangenetische Beratung,
- 1988 – Peter S. Harper, Peter S. Harper, Humagenetische Beratung,
- 1989 – Peter S. Harper, 一郎·松井 (Ichiro Matsui), 遺伝相談 (poradnictwo genetyczne),
- 1990 – Peter S. Harper, A. Carbonara, C. Marchese, Consulenza genetica pratica,
- 1991, 1993, 1996 – Peter S. Harper, Huntington’s disease,
- 2004 – John P. Boineau, Peter S. Harper, The ECG in Multiple Myocardial Infarction and the…,
- 1996 – Peter S. Harper, H.E. Hughes, J. A., Raeburn Clinical Genetics Services Into the 21st Century: A Report of the Royal College of Physicians,
- 1997 – Peter S. Harper, Angus Clarke, Genetics society and clinical practice,
- 1998 – S.J. Davies, P. Farndon, Peter S. Harper, Commissioning Clinical Genetics Services: A Report of the Royal College of Physicians,
- 2006, 2007 – Peter S. Harper, First Years of Human Chromosomes,
- 2008 – Peter S. Harper A Short, History of Medical Genetics (tom 57).

## Odznaczenia i wyróżnienia
W 1995 odznaczony Komandorią Orderu Imperium Brytyjskiego (CBE). W tym samym roku Royal College of Physicians przyznało mu tytuł Lumleian Lectures. W latach 2004–2010 był członkiem Nuffield Council on Bioethics. W 2004 został uhonorowany tytułem szlacheckim sir.